# Walter Eytan

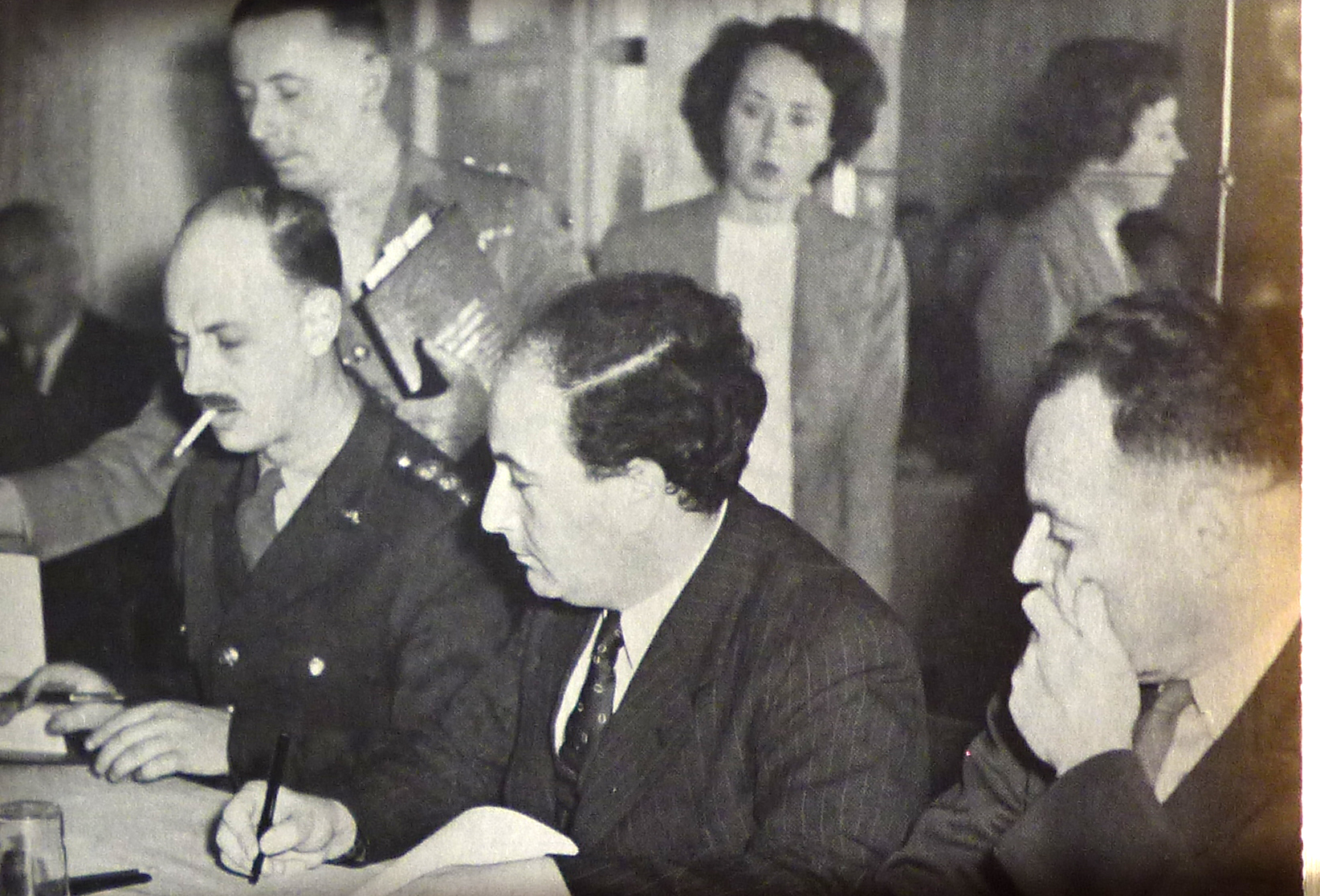
Walter Eytan (Mitte) am 24. Februar 1949, als Leiter der israelischen Delegation, bei der Unterzeichnung des Waffenstillstandsabkommens zwischen Israel and Ägypten. Zu seiner Rechten der israelische Stabschef General Yigael Yadin.

Walter Eytan (hebräisch ולטר איתן; * 24. Juli 1910 in München als Walter Ettinghausen; † 23. Mai 2001 in Jerusalem) war ein israelischer Diplomat und gilt als Vater des israelischen diplomatischen Dienstes.
Walter Eytan wurde 1910 in München als Walter Ettinghausen als eines von drei Kindern geboren. Während des Ersten Weltkrieges verließ die Familie Deutschland und ging in die Schweiz und bald darauf in das Vereinigte Königreich, wo Ettinghausen aufwuchs. Sein Vater Maurice Ettinghausen war Buchantiquar. Ettinghausen besuchte die St Paul's School in London. Einer seiner Klassenkameraden hier war Isaiah Berlin. Danach studierte er am Queen’s College der Universität Oxford und unterrichtete hier ab 1934 als lecturer mittelalterliches und modernes Deutsch. Nach Hitlers Machtergreifung im Jahr 1933 half er emigrierten deutschen Akademikern sich im Vereinigten Königreich niederzulassen. Während des Zweiten Weltkrieges wurde er im Sommer 1940 eingezogen und in Bletchley Park eingesetzt.
Nach dem Krieg ließ sich Ettinghausen 1946 im britischen Mandatsgebiet Palästina nieder und betätigte sich als Sprecher der Jewish Agency. Kurz nach seiner Ankunft in Palästina nahm er den Namen Eytan an. 1947 gründete er auf Wunsch Mosche Scharets eine Diplomatenschule. Nach der Gründung des Staates Israel wurde er der erste Generaldirektor des israelischen Außenministeriums. Dieses Amt bekleidete er die nächsten zehn Jahre. Eytan wurde nun von 1960 bis 1970 der israelische Botschafter in Frankreich. Im Jahr 1970 kehrte er nach Jerusalem zurück und wurde Berater des Außenministers. Von 1972 bis 1978 fungierte er als Vorsitzender der Israel Broadcasting Authority.
Seinen Lebensabend verbrachte er in Rechavia, einem Jerusalemer Stadtteil. Eytan war zweimal verheiratet und hatte drei Kinder, zwei Söhne und eine Tochter.

## Veröffentlichungen (Auswahl)
- Luther: Exegesis and Prose Style (1937).
- The First Ten Years: diplomatic history of Israel (1958).
- The Z Watch in Hut 4 – Part II. In: Francis Harry Hinsley, Alan Stripp: Codebreakers – The inside story of Bletchley Park. Oxford University Press, Reading, Berkshire 1993, S. 57–60. ISBN 0-19-280132-5.